# Fabio McNamara
Pour les articles homonymes, voir McNamara.
Fabio de Miguel, alias Fanny McNamara ou Fabio McNamara (Madrid, 8 janvier 1957) est un artiste espagnol. 
Il grandit au quartier Ciudad Pegaso (es) et est relationé avec la movida, comme plusieurs de ses amis : Pedro Almodóvar, Olvido Gara (Alaska), Tino Casal, Pablo Pérez-Mínguez ou les peintres Costus. Il a collaboré à plusieurs films ou chansons avec eux.
Dernièrement, il s'est livré à ses peintures pop art , qu'il a exposés dans des foires comme ARCO et il a parlé sur sa religiosité.

## Discographie
- Fanny y los + (1986) - Mini-LP.
- A tutti plein (1995) - CD.
- Rockstation (2000) - CD.
- Mi correo electronic... oh! (2000) - CDSG.
- Mariclones (2006) - CD.
- Dangerous Bimbow (2007) - CDSG.
- Requiebros de mujer en el burlaero (2007) - CD.
- El imperio contra Paca (2011) - CD.
- Celebritis (2009) – Digital single.
- Bye Bye Supersonic (2009) - CD.

## Filmographie
- 1980 : Pepi, Luci, Bom et autres filles du quartier de Pedro Almodóvar
- 1982 : Le Labyrinthe des passions de Pedro Almodóvar
- 1983 : Dans les ténèbres de Pedro Almodóvar
- 1983 :  Historias paralelas de Tote Trenas (Court-métrage)
- 1986 : La Loi du désir de Pedro Almodóvar
- 1990 : Attache-moi ! de Pedro Almodóvar
- 1997 : Kety no para (série TV)